# Иустина, дева
Иустина (погибла в 286 году) — святая дева, мученица из Арцано. День памяти — 13 июля.
Святая Иустина жила в Триесте во времена правления консула Фабиана. Посвятив свою жизнь Христу, она отказывалась выйти замуж. Один из получивших отказ донёс властям о её вере. Были сделаны попытки уговорить её отречься от Христа, но она отказалась, за что была приговорена к смертной казни. Привести приговор в исполнение оказалось непросто: пущенные в святую стрелы не причиняли ей вреда, а стрелявшие покрылись кровавым потом. Поэтому святая была обезглавлена, что вызвало восстание народа и самоубийство консула.
Согласно одному из преданий святая Иустина была казнена в Арцано, в одном из храмов, посвящённых святому Агриппину. Согласно иному преданию, когда обезглавленное тело святой везли из Триеста на Сицилию, волы встали в Арцано и отказались дальше двигаться. Это было расценено как воля святой. Святая Иустина вместе со св. Агриппином почитаются покровителями Арцано, в честь них в городе ежегодно совершается представление, известное как tragedia di Santa Giustina.
Святая Иустина считается покровительницей дев.